# Clint Bowyer
Clint Bowyer (Lyon County (Kansas), 30 mei 1979) is een Amerikaans sportverslaggever en voormalig autocoureur die actief was in de NASCAR reeksen. Tegenwoordig is hij commentator bij alle wedstrijden in de NASCAR Cup Series op FOX.

## Carrière
Bowyer startte in de Nationwide Series in 2004. In 2005 won hij op de Nashville Superspeedway en de race op Memphis Motorsports Park en finishte op de tweede plaats in het kampioenschap na Martin Truex jr. In 2006 werd hij derde in de eindstand. Hij won het kampioenschap in 2008 na een overwinning op de Bristol Motor Speedway en negenentwintig top tien plaatsen. In 2006 won hij de wedstrijd op de Texas Motor Speedway uit de Camping World Truck Series. Hij won in dezelfde raceklasse op de Phoenix International Raceway in 2010 en op de Kansas Speedway in 2011.
In 2005 reed hij eenmalig de  in de Sprint Cup, hij finishte op plaats 22 tijdens de Subway Fresh Fit 600. Vanaf 2006 rijdt hij fulltime in de hoogste klasse van de NASCAR. Zijn eerste overwinning kwam er tijdens de Sylvania 300 op de New Hampshire Motor Speedway in 2007. Hij sloot het kampioenschap af op de derde plaats. In 2008 won hij voor de tweede keer toen hij de Crown Royal 400 op de Richmond International Raceway won. In 2009 eindigde hij op de vijftiende plaats in het kampioenschap maar overwinningen bleven uit dat jaar. In 2010 reed hij de Sprint Cup een vijfde seizoen voor Richard Childress Racing en won hij de Sylvania 300 en de AMP Energy 500. In 2011 won hij één race en haalde hij de Chase for the Champioenship niet. In 2012 maakte hij de overstap naar Michael Waltrip Racing. Hij won de Toyota/Save Mart 350, de Federated Auto Parts 400 en de Bank of America 500 en finishte op de tweede plaats in het kampioenschap.

## Resultaten in de NASCAR Sprint Cup
Sprint Cup resultaten (aantal gereden races, polepositions, gewonnen races en positie in het kampioenschap)
| Jaar | Races | Polepositions | Overwinningen | Kampioenschap |
| ---- | ----- | ------------- | ------------- | ------------- |
| 2005 | 1     | 0             | 0             | 69e           |
| 2006 | 36    | 0             | 0             | 17e           |
| 2007 | 36    | 2             | 1             | 3e            |
| 2008 | 36    | 0             | 1             | 5e            |
| 2009 | 36    | 0             | 0             | 15e           |
| 2010 | 36    | 0             | 2             | 10e           |
| 2011 | 36    | 0             | 1             | 13e           |
| 2012 | 36    | 0             | 3             | 2e            |
| 2013 | 36    | 0             | 0             | 7e            |